# Héctor López (Boxer)
Héctor López Colín (* 1. Februar 1967 in Mexiko-Stadt; † 24. Oktober 2011 ebenda) war ein mexikanischer Boxer. Er gewann als Amateur die Silbermedaille im Bantamgewicht bei den Olympischen Spielen 1984 und boxte im Leichtgewicht und Halbmittelgewicht dreimal um einen Weltmeistertitel.

## Jugend und Olympische Spiele
Héctor López wurde in Mexiko geboren, hatte drei Brüder und wuchs in Kalifornien auf. Seinen Vater lernte er nie kennen. Er lebte zwölf Jahre in Glendale, wo er die Herbert Hoover High School besuchte und später zu den 25 besten Athleten aller Zeiten dieser Stadt gewählt wurde. Schon als Kind begann er zudem mit dem Boxsport in südkalifornischen Clubs und nahm schließlich an den National Golden Gloves 1984 teil. Dort erreichte er das Halbfinale, wo er jedoch im Kampf gegen David Gauvin disqualifiziert wurde und daher mit einer Bronzemedaille im Bantamgewicht ausstieg.
Noch im selben Jahr erhielt er den Vorschlag, mit dem mexikanischen Team an den Olympischen Spielen 1984 in Los Angeles teilzunehmen. Nachdem er Edgar Garcia vom mexikanischen Nationalteam durch K. o. in der ersten Runde besiegt hatte und ihm das gleiche auch im Rückkampf gelang, erhielt er eine Startberechtigung für Mexiko. Zu diesem Zeitpunkt sprach er nur schlecht Spanisch.
Als jüngster Boxer der Olympischen Spiele kämpfte er sich gegen Johny Asadoma aus Indonesien (K. o.), Joe Orewa aus Nigeria (4:1), Ndaba Dube aus Simbabwe (5:0) und Dale Walters aus Kanada (5:0) ins Finale vor, wo er gegen den Italiener Maurizio Stecca (1:4) verlor. Seine dabei erkämpfte Silbermedaille war die einzige Boxmedaille dieser Spiele für Mexiko.

## Profikarriere
Im Januar 1985 bestritt er seinen ersten Profikampf. Er gewann bis Juni 1986 jeden seiner zehn Kämpfe, darunter auch gegen den zweifachen WBC-Herausforderer Juan Antonio López. Seine erste Niederlage erlitt er im August 1986 im Finale des ESPN-Turniers im Federgewicht nach Punkten gegen Georgie Navarro, einem späteren WBC-Herausforderer.
In seinen anschließenden 16 Kämpfen blieb er ungeschlagen, wobei ihm beachtliche Siege gegen WBC-Herausforderer Refugio Rojas, den Amateurstar und dreifachen WM-Herausforderer Bernard Taylor, WBO-Herausforderer Oscar Bejines und Ex-WBC-Weltmeister Juan La Porte gelangen. Im April 1993 bestritt er seinen ersten WM-Kampf um den WBC-Titel im Leichtgewicht, unterlag jedoch nach Punkten gegen Miguel Ángel González.
Im Januar 1994 boxte er gegen den späteren Superstar Kostya Tszyu, dem er über zehn Runden nach Punkten unterlag. Tszyu bezeichnete den Kampf jedoch in einem späteren Interview als einen der härtesten seiner Karriere. Nach einigen weiteren Siegen, darunter auch gegen den IBF-Herausforderer Rod Sequenan, kämpfte López im Juni 1995 um den WBO-Titel im Halbweltergewicht gegen Sammy Fuentes. In einem der besten Kämpfe des Jahrzehnts verlor er jedoch gegen den Puerto-Ricaner knapp nach Punkten.
In folgenden Duellen besiegte er unter anderem den späteren WBO-Weltmeister Ener Julio, sowie die WM-Herausforderer John Avila, Israel Cardona und Angel Beltre. Gegen Carlos González unterlag er im März 1997 nach Punkten.
Im Dezember 1999 boxte er gegen Randall Bailey erneut um den WBO-Titel im Halbweltergewicht, unterlag dabei jedoch erstmals in seiner Karriere vorzeitig in der neunten Runde. Er beendete seine Karriere nach einem folgenden Sieg gegen Jerry Rosenberg im Juli 2000.

## Abseits des Ringes
1988 entführte er seine Ex-Freundin aus ihrem Elternhaus in Glendale und schlug dabei ihren Vater und ihren Cousin nieder. Seine Ex-Freundin kam kurze Zeit später unverletzt frei. Nach seiner Verhaftung verbüßte López zweieinhalb Jahre im Gefängnis. 1998 verbüßte er eine zehnmonatige Haftstrafe wegen Fahrens unter Einfluss psychoaktiver Substanzen.
Héctor López erlangte nie die US-Staatsbürgerschaft und wurde nach seiner erneuten Haftstrafe nach Mexiko abgeschoben. Er war verheiratet und Vater zweier Söhne. 2011 wurde er tot in Mexiko-Stadt aufgefunden, wo er mit dem Frauen-Olympiateam im Boxen arbeitete. Als Todesursache galt Herzversagen aufgrund einer Drogen-Überdosis.

## Erfolge als Profiboxer
- Oktober 1987: The Forum Tournament Champion im Federgewicht
- Juli 1989: Interkontinentaler Meister der WBA im Leichtgewicht
- September 1992: NABF-Meister im Halbweltergewicht (1 Titelverteidigung)
- November 1996: NABO-Meister im Halbweltergewicht (2 Titelverteidigungen)